# Obština Elchovo
Obština Elchovo (bulharsky Община Елхово) je bulharská jednotka územní samosprávy v Jambolské oblasti. Leží v jihovýchodním Bulharsku v údolí řeky Tundža mezi pohořími Sakar a Strandža u hranic s Tureckem. Sídlem obštiny je město Elchovo, kromě něj zahrnuje obština 21 vesnici. Žijí zde přes 14 tisíc stálých obyvatel.

## Sídla
| - Bojanovo - Borisovo - Černozem - Dobrič - Elchovo (sídlo správy) - Goljam Dervent - Granitovo - Izgrev | - Kirilovo - Lalkovo - Lesovo - Malăk Manastir - Malko Kirilovo - Malomirovo - Melnica - Pčela | - Razdel - Slavejkovo - Strojno - Trănkovo - Vălča Poljana - Žrebino |

## Sousední obštiny
| Růžice kompasu |             | Tundža          | Straldža  | Růžice kompasu |
| Růžice kompasu | Topolovgrad | Sever           | Boljarovo | Růžice kompasu |
| Růžice kompasu | Topolovgrad | Obština Elchovo | Boljarovo | Růžice kompasu |
| Růžice kompasu | Topolovgrad | Jih             | Boljarovo | Růžice kompasu |
| Růžice kompasu |             |                 |           | Růžice kompasu |

## Obyvatelstvo
V obštině žije 14 459 stálých obyvatel a včetně přechodně hlášených obyvatel 16 891. Podle sčítáni 1. února 2011 bylo národnostní složení následující:
- Bulhaři: 13 433 (90.2 %)
- Romové: 1 211 (8.1 %)
- Turci: 35 (0.2 %)
- ostatní: 220 (1.5 %)